# Ḥijāba
La ḥijāba (in arabo ﺣﺠﺎﺑـة‎?) era uno degli istituti pubblici, in vigore nella città araba di Mecca in epoca preislamica, insieme alla siqāya, alla rifāda, al Liwāʾ (l'onore di portare in guerra il vessillo dei Quraysh) e alla Nadwa (luogo di riunione dove prendere le decisioni più importanti riguardanti la città di Mecca)..
La ḥijāba consisteva nella gestione del culto a Hubal (dio del santuario urbano della Kaʿba), la cura del tempio stesso e la sua custodia, ivi compresa la sua chiusura con le chiavi che erano affidate a chi era investito di quel compito sacro, altamente onorifico. 
Tutte le anzidette istituzioni, nel sentire comune dei Quraysh, erano fatte risalire a un'epoca arcaica, precedente a quella in cui Quṣayy aveva radunato e organizzato vari gruppi arabi sparsi del Hijaz, dando loro un'identità comune e avviando di fatto la costruzione di Mecca, con la sistemazione della Kaʿba e la costruzione di più ampi quartieri rispetto alle poche abitazioni precedenti.
La casa di Quṣayy, detta Dār al-nadwa, in cui si riunirà poi il malāʾ (un vero e proprio senato in cui si radunavano i capi dei clan discendenti da Quṣayy, per lo più persone di esperienza e di età (40 anni almeno), che formavano quella che Henri Lammens definì un'"oligarchia mercantile", era il centro del potere. 

Il fatto che essa si spalancasse sullo spazio in cui si ergeva la Kaʿba (all'epoca notevolmente più piccola di quella attuale), creava un solido vincolo tra politica e religiosità, rendendole in qualche modo mutuamente e inestricabilmente legate.